# Rigadin a tué son frère
Pour plus de détails, voir Fiche technique et Distribution.
Rigadin a tué son frère est un film muet français réalisé par Georges Monca, sorti en 1912.

## Fiche technique
- Titre : Rigadin a tué son frère
- Réalisation : Georges Monca
- Scénario : Frédéric Mauzens
- Photographie :
- Montage :
- Société de production : Pathé Frères
- Société de distribution : Pathé Frères
- Pays d'origine :  France
- Langue : film muet avec les intertitres en français
- Métrage : 195 mètres
- Format : Noir et blanc — 35 mm — 1,33:1 — Muet
- Genre : Comédie
- Durée : 6 minutes et 30 secondes
- Numéro de catalogue Pathé : 5002
- Dates de sortie : 
  - France : 3 mai 1912

## Distribution
- Charles Prince : Jules Rigadin / Émile Rigadin